# Plug In Baby (EP)
Plug In Baby – EP angielskiego zespołu rockowego Muse, wydane tylko w Grecji i na Cyprze 12 marca 2001 roku przez wytwórnię Columbia Records. Zawiera pięć utworów, z których jeden - "Nature_1" - znalazł się na kompilacji 
Hullabaloo z 2002 roku.

## Lista utworów
1. "Plug In Baby"
2. "Nature_1"
3. "Execution Commentary"
4. "Spiral Static"
5. "Bedroom Acoustics"